# Schlag auf Schlag
Schlag auf Schlag ist eine deutsche Filmkomödie aus dem Jahr 1959 mit Peter Alexander in der Hauptrolle. Es handelt sich um eine Neuverfilmung des Heinz-Rühmann-Films Paradies der Junggesellen aus dem Jahr 1939.

## Handlung
Hugo Bartels ist ein Standesbeamter, der schon unzählige Paare getraut hat. Bei ihm selbst klappt das mit dem Heiraten aber nicht so recht. Hugo ist bereits zweimal geschieden, obwohl er seine Frauen nicht betrogen hat und auch sonst eigentlich ein guter Kerl ist.
Seine erste Ehe mit Gisela scheiterte daran, dass Hugo mehr Interesse am Fußball als an seiner Frau hatte. Seine zweite Ehe mit Mary scheiterte an seiner neuen Modelleisenbahn, der er zu viel Aufmerksamkeit zukommen ließ.
Durch die Scheidungen ist Hugo nicht gerade ein Vorbild im Amt. Deshalb muss er Stadtrat Mögele und dem Bürgermeister versprechen, nie wieder zu heiraten.
Gemeinsam mit den überzeugten Junggesellen Caesar und Balduin gründet Hugo eine Männer-Wohngemeinschaft, zu der Frauen keinen Zutritt haben sollen. Hugos Ex-Frauen machen sich aber heimlich an seine beiden Mitbewohner heran, und Hugo selbst muss die attraktive Isabella trösten, die von ihrem Bräutigam sitzen gelassen wurde.
Am Ende siegt die weibliche Verführungskunst über die Prinzipien der drei Junggesellen, und so werden wieder drei Paare getraut.

## Lieder
- Wir tanzen Huckepack von Peter Alexander
- Lass mich nie, nie, nie mehr allein von Peter Alexander